# Abdulaziz Al-Janoubi
Abdulaziz Al-Janoubi (ur. 20 lipca 1974) – saudyjski piłkarz, członek reprezentacji kraju.
Ostatnim jego klubem w karierze był Sudoos Riyadh. Wcześniej przez 10 lat był piłkarzem Al-Nasr. Uczestniczył w Mistrzostwach Świata 1998. Dla reprezentacji zagrał w 19 spotkaniach i strzelił 2 bramki.